# Шукайлов Леонід Федорович
Леонід Федорович Шукайлов (5 січня 1937, місто Орша, тепер Вітебської області, Білорусь) — радянський діяч, директор Носовицької середньої школи Добрушського району Гомельської області. Член ЦК КПРС у 1990—1991 роках.

## Життєпис
У 1960 році закінчив Гомельський державний педагогічний інститут.
У 1960—1961 роках — вчитель Кормянської середньої школи Добрушського району Гомельської області.
У 1961—1962 роках — завідувач навчальної частини Пермостовської восьмирічної середньої школи Добрушського району Гомельської області.
Член КПРС з 1962 року.
З 1962 по 1963 рік служив у Радянській армії.
У 1963—1965 роках — директор Пермостовської восьмирічної середньої школи Добрушського району Гомельської області.
З 1965 року — директор Носовицької середньої школи Добрушського району Гомельської області Білоруської РСР.
Подальша доля невідома.